# ТЕС Бхерамара
24°2′58″ пн. ш. 89°1′2″ сх. д. / 24.04944° пн. ш. 89.01722° сх. д.
ТЕС Бхерамара – теплова електростанція на заході Бангладеш, яка належить державній компанії Bangladesh Power Development Board (BPDB).
У 1976 році на майданчику станції стали до ладу три встановлені на роботу у відкритому циклі газові турбіни потужністю по 20 МВт.
У певний момент для покриття зростаючого попиту на електроенергію в Бангладеш почали широко використовувати практику оренди генеруючих потужностей – державна BPDB укладала угоди із приватними компаніями, які розміщували на майданчиках існуючих теплоелектростанцій генеруючі установки на основі двигунів внутрішнього згоряння, котрі могли бути швидко змонтовані, а в майбутньому демобілізовані. Зокрема, починаючи з 2010-го на ТЕС Бхерамара працювали орендні потужності від компанії Quantum Power. Остання надала 14 генераторних установок – 12 типу 18VPC2.6 потужністю по 9,9 МВт, з яких 10 були виготовлені французькою SEMT Pielstick та 2 японською Toyo Denki – Niigata SEMT Pielstick, і 2 з показниками по 8 МВт від японської Fuji – NKK SEMT Pielstick. Для підвищення енергоефективності відпрацьовані двигунами внутрішнього згоряння гази потрапляли у котли-утилізатори, від яких живились 2 парові турбіни Jieneng – Sichuan Dongfeng потужністю по 6 МВт. За контрактом Quantum Power мала забезпечувати гарантовану потужність у 104 МВт, проте обладнання працювало із перебоями, так, між груднем 2011-го та груднем 2012-го воно простоювало 227 днів. Контракт завершився в кінці 2013 року та не був продовжений.
Натомість у 2017 – 2018 роках на майданчику станції став до ладу парогазовий блок комбінованого циклу потужністю 360 МВт, в якому одна газова турбіна живить через котел-утилізатор одну парову турбіну. Цей проект реалізували через Northwest Power Generation Company – дочірню компанію BPDB.
Газові турбіни станції розраховані на використання дизельного пального, тоді як парогазовий блок має працювати на природному газі, який надходить до регіону по газотранспортному коридору Ашугандж – Бхерамара.
Видача продукції відбувається по ЛЕП, розрахованим на роботу під напругою 230 кВ та 132 кВ.